# Vladimir Kuts
Vladimir Petrovitj Kuts (ryska: Владимир Петрович Куц), född 7 februari 1927 i Aleksion Ukrainska SSR, Sovjetunionen, död 16 augusti 1975 i Moskva, var en sovjetisk långdistanslöpare.
Kuts, som var arméofficer under sin aktiva karriär, blev internationellt uppmärksammad för första gången i samband med friidrotts-EM i Bern 1954. Där slog han förhandsfavoriterna Emil Zátopek från Tjeckoslovakien och britten Christopher Chataway på 5000 meter, samtidigt som han satte nytt världsrekord. Kuts förlorade detta rekord till Chataway en månad senare (i ett lopp där britten vann knappt), men bara 10 dagar senare tog sovjeten tillbaka rekordet.
1955 förlorade Kuts världsrekordet på nytt, men var ändå en av favoriterna inför sommar-OS i Melbourne 1956. Hans främste motståndare på 5000 meter var brittiske Gordon Pirie, som hade slagit världsrekordet tidigare samma år. Kuts var i god form och kunde ståta med ett nysatt världsrekord på 10000 meter. I mästerskapet skulle det visa sig att varken Pirie eller någon annan hade någon chans mot Kuts. Inom loppet av fem dagar vann den 29-årige sovjeten två guld, först på 10 000 meter, därefter på den halva distansen.
1957 förbättrade Kuts världsrekordet på 5000 meter till 13.35,0, en tid som skulle stå oöverträffad ända till 1965, då australiern Ron Clarke förbättrade rekordet.
Kuts avslutade sin aktiva karriär 1959.
Han dog i en hjärtinfarkt vid en ålder av 48 år.